# Rhonda Sing
Rhonda Ann Sing (21 de febrero de 1961 - 27 de julio de 2001) fue una luchadora profesional canadiense.  Después de entrenar con Mildred Burke , luchó en Japón bajo el nombre de Monster Ripper. En 1987, regresó a Canadá y comenzó a trabajar con Stampede Wrestling , donde fue su primera Campeona de Stampede . En 1995, trabajó en la World Wrestling Federation como el personaje cómico Bertha Faye, ganando el WWF Women's Championship . También luchó en World Championship Wrestling para ayudar a generar interés en su división femenina.

## Carrera

### Entrenamiento
Mientras crecía en Calgary, Sing asistió a numerosos eventos de Stampede Wrestling con su madre. Sabía que quería ser luchadora desde temprana edad y con frecuencia golpeaba a los niños del vecindario. Cuando era adolescente, Sing se acercó a los miembros de la familia de lucha Hart y pidió ser entrenada, pero fue rechazada ya que en ese momento no capacitaban a mujeres luchadoras. Bret Hart , sin embargo, afirma que tenía más que ver con conflictos de programación. Durante un viaje a Hawái en 1978, vio la lucha de mujeres japonesas en la televisión y decidió que quería practicar el deporte. Más tarde escribió a Mildred Burke, después de que un amigo le dio una revista con la información de contacto de Burke, y le envió una biografía y una foto. Poco después, se unió a las instalaciones de capacitación de Burke en Encino, California .

### Japón, Canadá y Puerto Rico (1979–1995)
Después de algunas semanas de entrenamiento con Burke, Sing fue explorada por All Japan Women (AJW), a pesar de su inexperiencia. El partido debut de Sing en Japón fue un combate de equipo con su compañero Mami Kumano, derrotando al Par de Belleza ( Jackie Sato y Maki Ueda) en enero de 1979. En Japón, comenzó a luchar bajo el nombre Monster Ripper. Aunque encontró difícil adaptarse a la cultura japonesa, Sing tuvo el título de AJW en dos ocasiones y fue la primera luchadora nacida en Calgary que tuvo éxito en Japón. Durante su tiempo en la compañía, las luchadoras japonesas le hicieron pasar un mal rato porque no les gustaba perder con los extranjeros. Sing también tuvo dificultades debido a su juventud e inexperiencia en el ring. Sing, sin embargo, fue confortado por New Japan Pro Wrestling 's Dinamita Kid , que también había entrenado en Calgary. Sing ganó el WWWA World Single Championship de Jackie Sato el 31 de julio de 1979. A pesar de perder el título ante Sato seis semanas después, lo recuperó el 15 de marzo de 1980. El título fue desocupado en agosto de 1980. 
Después de otra temporada en Japón, Sing regresó a Stampede Wrestling a fines de 1987 y Bruce Hart , el dueño de la compañía, le cambió el nombre a Rhonda Singh . Había planes para emparejarla con Gama Singh , pero nunca llegaron a buen término. Durante 1987, fue nombrada su primera Campeona Femenina porque había derrotado a Wendi Richter antes de regresar a Stampede. Ella mantuvo el título hasta el 22 de septiembre de 1988, cuando perdió contra Chigusa Nagayo. 
En los próximos años, Sing viajó una vez más por todo el mundo y luchó para varias compañías, con varios títulos. Entre 1987 y 1990, Sing trabajó en Puerto Rico para el World Wrestling Council (WWC), donde celebró el Campeonato Femenino WWC en cinco ocasiones separadas al derrotar a Wendi Richter, Candi Devine y Sasha en los partidos por el título. Como Monster Ripper en el WWC 18th Anniversary Show (6 de julio de 1991), se enfrentó y derrotó a El Profe en un combate de mujer contra hombre. 

### World Wrestling Federation (1995–1996)
Canta durante su tiempo en la WWF como Bertha Faye
En 1995, Sing fue contactado por la World Wrestling Federation para ayudar a su enferma división femenina.  Ella, sin embargo, fue reempaquetada como Bertha Faye, un personaje cómico que vivía en un parque de casas rodantes y salió con Harvey Wippleman (en una entrevista de radio de OWW, Wippleman reveló que los dos nunca se llevaron bien) La gerencia de WWF originalmente quería que ella tuviera una disputa en pantalla con Bull Nakano , pero hubo un cambio de planes después de Nakano fue acusado de posesión de cocaína . 
Sing hizo su debut en WWF en el episodio del 3 de abril de 1995 de Monday Night Raw participando en un ataque furtivo contra Alundra Blayze , haciendo que parezca que la nariz de Blayze se había roto.  En SummerSlam , Faye derrotó a Blayze para el Campeonato Femenino de la WWF y mantuvo el título hasta el 23 de octubre de 1995, transmitiendo Monday Night Raw , donde Blayze recuperó el título, terminando el reinado de Faye en solo 57 días. 
El interés de los fanáticos en la lucha de las mujeres se hundió una vez más cuando cerró el año, y Sing se cansó de trabajar allí. Además, Faye estaba frustrada con su truco. La gerencia de WWF le pidió que no realizara los mismos movimientos de poder que los luchadores masculinos, por lo que Faye se vio obligada a actuar como alivio cómico. Después de un año con la compañía, Sing solicitó una liberación de su contrato. Ella regresó brevemente a Japón, pero no le gustó el nuevo sistema, que no garantizaba los pagos. 

### World Championship Wrestling (1999–2000)
A finales de 1999, trabajó brevemente con World Championship Wrestling (WCW), apareciendo en varias transmisiones por televisión para ayudar a generar interés en una división femenina. También fue una candidata para el Campeonato de Peso Crucero WCW y el Campeonato Hardcore WCW . Además de competir en partidos usando sus trucos Singh y Monster Ripper, también hizo un par de apariciones con la compañía de baile Nitro Girls bajo el nombre "Beef", para alivio cómico. 

## Campeonatos y logros
- All Japan Women's Pro-Wrestling
  - IWA World Women's Championship (1 vez)[1]
  - WWWA World Single Championship (2 veces)

- Cauliflower Alley Club
  - Posthumous Award (2003)

- Stampede Wrestling
  - Stampede Women's Championship (1 vez)

- World Wrestling Association
  - WWA Women's Championship (1 vez)

- World Wrestling Council
  - WWC Women's Championship (5 veces)
  - AWA World Women's Championship (1 vez)

- World Wrestling Federation
  - WWF Women's Championship (1 vez)